# Intermezzo
Intermezzo – forma muzyczna. 
Termin ma kilka znaczeń:
1. W średniowieczu część dramatu liturgicznego np. pasji, muzyczne przejście pomiędzy poszczególnymi scenami.
2. Stanowi wstawkę muzyczno-dramatyczną o charakterze komicznym, wykonywaną w przerwach między aktami opery zwanej opera seria, w XVII w. we Włoszech. Z tych wstawek powstał z czasem nowy gatunek - opera buffa. Większość ówczesnych oper, wystawianych we Włoszech i we Francji, posiadało tak zwany intermèdes, czyli balet z muzyką wokalną. To one dały początek, razem z baletami dworskimi, nowej formie teatralnej, zwanej spektaklem baletowym.
3. We współczesnym dramacie jakakolwiek wstawka muzyczna obcego pochodzenia lub komponowana specjalnie dla tego celu.
4. Krótkie przejście łączące części utworu cyklicznego np. symfonii.
5. Samodzielna kompozycja, zwykle miniatura o lekkiej treści, sugerująca, że kompozytor napisał ją dla czystej przyjemności, niejako na marginesie poważniejszej pracy. Definicja ta jest jednak trudna do obrony w przypadku niektórych intermezzów, np. Brahmsa, które są poważnymi dziełami muzycznymi. Często należy traktować to jako deklarację artysty, a nie fakt.

Znane intermezza:
- Johannes Brahms – zestaw intermezzów na fortepian op. 116, 117, 118, 119
- Robert Schumann – Intermezzo pieśń na głos i fortepian op. 39/2
- Krzysztof Penderecki – Intermezzo na 24 instrumenty smyczkowe